# Indisk dans
Dansen i Indien har en betydligt större kulturell betydelse än i västvärlden. Till skillnad från till exempel inom kristendom och islam har dansen i Indien även en religiös betydelse. Redan i Rigveda talas om Indras förmåga att dansa, och i senare hinduism får guden Shiva tillnamnet Nataraja, vilket betyder "dansens konung".
Klassisk indisk dans delas ofta upp i huvudkategorierna Hindustani och Karnataka. Hindustani är nordindisk dans och påverkad av muslimsk kultur.
Själva det tekniska utförandet av indisk dans kallas nritta. 

## Former och uttryck

### Abhinaya
Alla klassiska indiska danser har sedan en "expressiv aspekt", kallad abhinaya. Det talas ofta om fyra typer av Abhinaya.
- Angika - kroppens rörelser,
- Vachikabhinaya - det verbala uttrycket, ofta skött av deltagare som inte deltar i själva dansen,
- Aharyabhinaya - dekor och kostym,
- Satvikabhinaya - mentalitet, utstrålning.

### Navarasas
I många indiska danser uttrycker dansarna nio olika navarasas, känslor. Detta ska ske genom ögon, ansikte, muskelanspänning och händer, eller allmänna kroppsrörelser.
- hasya (lycka),
- krodha (ilska),
- bhibasta (avsky),
- bhayanaka (fruktan),
- shoka (sorg),
- veera (mod),
- karuna (medlidande),
- adbhuta (förundran), och slutligen
- shanta (salighet).

## Några olika danser

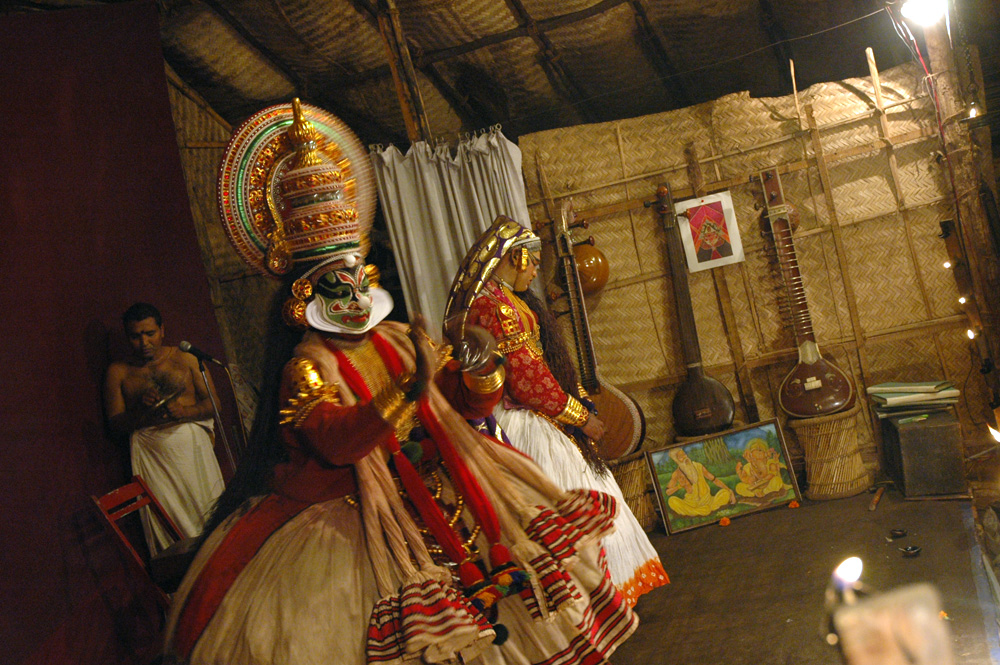
Kathakali

- Kathakali från Kerala
- Mohini Attam
- Bharata Natyam från Tamil Nadu
- Kuchipudi från Andhra Pradesh
- Kathak från Uttar Pradesh
- Singhajit Singh
- Rouff från Kashmir
- Hikat från Himachal Pradesh
- Dalkhai från Odisha
- Gendi, gondfolket i Madhya Pradesh
- Brita, från Bengalen
- Kali Nach
- Bihu, från Assam